# Lista de vereadores de Teresópolis
Esta é a lista de vereadores de Teresópolis, município brasileiro do estado do Rio de Janeiro.
A Câmara Municipal de Teresópolis é formada atualmente por 12 representantes, desde a eleição de 2004, diferentemente do que em anos anteriores que era de 21 cadeiras até 2004, as cidades passaram a ter um número de vereadores equivalente à sua população.
Segundo o Instituto Brasileiro de Geografia e Estatística (IBGE), em 2010 a cidade possuía 163.805 habitantes, que foram eleitos nas Eleições municipais no Brasil em 2008.

## Legislatura de 2025–2028
Estes são os vereadores eleitos nas eleições de 6 de outubro de 2024, pelo período de 1° de janeiro de 2025 a 31 de dezembro de 2028:
| Mesa Diretora (2025-2028)             |                       |                        |                           |
| Nome                                  | Início do mandato     | Fim do mandato         | Cargo                     |
| Luciano Dos Santos Cândido (DC)       | 1º de janeiro de 2025 | 31 de dezembro de 2028 | Presidente da Câmara      |
| Fidel Mendes Faria (UNIÃO BRASIL)     | 1º de janeiro de 2025 | 31 de dezembro de 2028 | Vice-presidente da Câmara |
| Paulo Henrique Teixeira Nogueira (PL) | 1º de janeiro de 2025 | 31 de dezembro de 2028 | 1º Secretário             |
| Bruno Almeida Pereira (PRTB)          | 1º de janeiro de 2025 | 31 de dezembro de 2028 | 2º Secretário             |

|    | Nome                                                                                         | Partido                                         | Votos | %    | Observações |
| -- | -------------------------------------------------------------------------------------------- | ----------------------------------------------- | ----- | ---- | ----------- |
| 1  | Marcos Rangel Schwenck de Moura (Teresópolis, 15.10.1975–)                                   | Progressistas (PP)                              | 1.806 | 1,97 | 2º mandato  |
| 2  | Fidel Mendes Faria (Teresópolis, 25.07.1990–)                                                | União Brasil (UNIÃO)                            | 1.732 | 1,89 | 2º mandato  |
| 3  | Fábio Branco da Cruz, Fabinho Filé (Teresópolis, 23.10.1977–)                                | Partido Democrático Trabalhista (PDT)           | 1.648 | 1,80 | 3º mandato  |
| 4  | Paulo Henrique Teixeira Nogueira, Paulinho Nogueira (Teresópolis, 04.04.1968–)               | Partido Liberal (PL)                            | 1.641 | 1,79 | 3º mandato  |
| 5  | Márcia Cristina da Silva Valentim (Teresópolis, 27.08.1977–)                                 | Partido Renovador Trabalhista Brasileiro (PRTB) | 1.627 | 1,78 | 2º mandato  |
| 6  | Carlos Eduardo Pimentel Barbosa, Dudu do Resgate (Teresópolis, 26.10.1977–)                  | Democracia Cristã (DC)                          | 1.528 | 1,67 | 3º mandato  |
| 7  | Bruno Almeida Pereira, Bruninho Almeida (Teresópolis, 20.01.1994–)                           | Partido Renovador Trabalhista Brasileiro (PRTB) | 1.521 | 1,66 | 2º mandato  |
| 8  | André Leite De Carvalho, André do Gás (Teresópolis, 26.06.1981–)                             | Progressistas (PP)                              | 1.500 | 1,64 | 3º mandato  |
| 9  | Maurício Lopes dos Santos (Teresópolis, 09.12.1973–)                                         | REPUBLICANOS                                    | 1.416 | 1,55 | 4º mandato  |
| 10 | José Calos dos Santos, Cacau Repórter (Teresópolis, 30.03.1971–)                             | União Brasil (UNIÃO)                            | 1.397 | 1,53 | 1º mandato  |
| 11 | José Vítor Machado Nogueira, Vitinho (Teresópolis, 15.08.1987–)                              | NOVO                                            | 1.375 | 1,50 | 1º mandato  |
| 12 | Dr. Raimundo Martins Amorim (Nova Russas, 06.07.1947–)                                       | União Brasil (UNIÃO)                            | 1.326 | 1,45 | 6º mandato  |
| 13 | Luciano dos Santos Cândido (Rio de Janeiro, 21.08.1973–)                                     | Democracia Cristã (DC)                          | 1.301 | 1,42 | 3º mandato  |
| 14 | Sandro Caetano Nogueira, Sandrinho (Teresópolis, 22.05.1969–)                                | Partido Liberal (PL)                            | 1.290 | 1,41 | 1º mandato  |
| 15 | Diego Barbosa Araújo (Teresópolis, 29.12.1991–)                                              | Solidarieadade (SD)                             | 1.174 | 1,28 | 2º mandato  |
| 16 | Nelcy Soares, Calé (Mimoso do Sul, 08.06.1969–)                                              | Partido Liberal (PL)                            | 963   | 1,05 | 1º mandato  |
| 17 | Hygor Gonçalves De Oliveira Faraco (Teresópolis, 11.06.1980–)                                | Agir                                            | 944   | 1,03 | 1º mandato  |
| 18 | Amanda Carvalho Oliveira Rebelo De Albuquerque, Professora Amanda (Teresópolis, 12.05.1980–) | REPUBLICANOS                                    | 943   | 1,03 | 1º mandato  |
| 19 | João Miguel de Almeida Cruz (Sumidouro, 09.09.1962–)                                         | Partido Renovador Trabalhista Brasileiro (PRTB) | 934   | 1,02 | 2º mandato  |
| 20 | Erika Maria Rebello Marra (Teresópolis, 05.02.1969–)                                         | Partido da Mulher Brasileira (PMB)              | 917   | 1,00 | 2º mandato  |
| 21 | Caio Pfister Da Silva (Teresópolis, 21.05.1978–)                                             | AVANTE                                          | 815   | 0,89 | 1º mandato  |

## Legislatura de 2021–2024
Estes são os vereadores eleitos nas eleições de 15 de novembro de 2020, pelo período de 1° de janeiro de 2021 a 31 de dezembro de 2024:
| Mesa Diretora (2021-2024)         |                       |                        |                           |
| Nome                              | Início do mandato     | Fim do mandato         | Cargo                     |
| José Leonardo V. de Andrade (DC)  | 1º de janeiro de 2021 | 31 de dezembro de 2024 | Presidente da Câmara      |
| Fábio Branco da Cruz (PODE)       | 1º de janeiro de 2021 | 31 de dezembro de 2024 | Vice-presidente da Câmara |
| Fidel Mendes Faria (PV)           | 1º de janeiro de 2021 | 31 de dezembro de 2024 | 1º Secretário             |
| Luciano dos Santos Cândido (Rep.) | 1º de janeiro de 2021 | 31 de dezembro de 2024 | 2º Secretário             |

|    | Nome                                                                                     | Partido                                        | Votos | %    | Observações                                                                    |
| -- | ---------------------------------------------------------------------------------------- | ---------------------------------------------- | ----- | ---- | ------------------------------------------------------------------------------ |
| 1  | Fábio Branco da Cruz, Fabinho Filé (Teresópolis, 23.10.1977–)                            | Podemos (PODE)                                 | 1.935 | 2,33 | 2º mandato                                                                     |
| 2  | Paulo Henrique Teixeira Nogueira, Paulinho Nogueira (Teresópolis, 04.04.1968–)           | Partido Social Cristão (PSC)                   | 1.694 | 2,04 | 2º mandato                                                                     |
| 3  | Carlos Eduardo Pimentel Barbosa, Dudu do Resgate (Teresópolis, 26.10.1977–)              | Solidariedade (SD)                             | 1.380 | 1,66 | 2º mandato                                                                     |
| 4  | Erika Maria Rebello Marra (Teresópolis, 05.02.1969–)                                     | Partido Social Democrático (PSD)               | 1.221 | 1,47 | 1º mandato                                                                     |
| 5  | Diego Barbosa Araújo (Teresópolis, 29.12.1991–)                                          | CIDADANIA                                      | 1.112 | 1,34 | 1º mandato                                                                     |
| 6  | José Leonardo Vasconcellos de Andrade (2021-2022) (Teresópolis, 06.10.1983–)             | Democracia Cristã (DC)                         | 1.101 | 1,32 | 2º mandato                                                                     |
| 7  | José Carlos Fita Nogueira, José Carlos da Estufa (Teresópolis, 09.12.1957–)              | Partido Social Cristão (PSC)                   | 1.100 | 1,32 | 2º mandato Licenciado como Secretário municipal de Agricultura e Abastecimento |
| 8  | Marcos Rangel Schwenck de Moura (Teresópolis, 15.10.1975–)                               | Progressistas (PP)                             | 1.054 | 1,27 | 1º mandato                                                                     |
| 9  | Luciano dos Santos Cândido (Rio de Janeiro, 21.08.1973–)                                 | REPUBLICANOS                                   | 972   | 1,17 | 2º mandato                                                                     |
| 10 | Dr. Raimundo Martins Amorim (Nova Russas, 06.07.1947–)                                   | Patriota (PATRI)                               | 902   | 1,08 | 5º mandato                                                                     |
| 11 | Amós da Silva Laurindo (Teresópolis, 22.10.1993–)                                        | Democratas (DEM)                               | 888   | 1,07 | 1º mandato                                                                     |
| –  | Tenente Jaime da Silva Medeiros (Teresópolis, 06.09.1958–)                               | Partido Social Cristão (PSC)                   | 835   | 1,00 | 2º mandato Assumiu em 01.01.2021 no lugar de J.C. da Estufa                    |
| 12 | Fidel Mendes Faria (Teresópolis, 25.07.1990–)                                            | Partido Verde (PV)                             | 818   | 0,98 | 1º mandato                                                                     |
| 13 | Paulo Sérgio da Silva, Teco Despachante (Teresópolis, 10.06.1960–)                       | CIDADANIA                                      | 791   | 0,95 | 2º mandato                                                                     |
| 14 | Maurício Lopes dos Santos (Teresópolis, 09.12.1973–)                                     | Democratas (DEM)                               | 786   | 0,95 | 3º mandato                                                                     |
| 15 | Bruno Almeida Pereira, Bruninho Almeida (Teresópolis, 20.01.1994–)                       | Partido da Social Democracia Brasileira (PSDB) | 782   | 0,94 | 1º mandato                                                                     |
| 16 | João Miguel de Almeida Cruz (Sumidouro, 09.09.1962–)                                     | Partido da Social Democracia Brasileira (PSDB) | 736   | 0,88 | 1º mandato                                                                     |
| 17 | Geraldo Ademir dos Santos, Ademir Enfermeiro (Bicas, 26.06.1951–Teresópolis, 09.01.2021) | Partido da Mulher Brasileira (PMB)             | 708   | 0,85 | 2º mandato Falecido durante o mandato                                          |
| 18 | Gustavo Santos de Simas (Teresópolis, 18.12.1994–)                                       | Partido Social Liberal (PSL)                   | 631   | 0,76 | 1º mandato                                                                     |
| 19 | Elias Maia da Silva (Teresópolis, 22.12.1971–)                                           | Partido da Mulher Brasileira (PMB)             | 620   | 0,75 | 1º mandato                                                                     |
| –  | Márcia Cristina da Silva Valentim (Teresópolis, 27.08.1977–)                             | Partido da Mulher Brasileira (PMB)             | 605   | 0,73 | 1º mandato Assumiu em 01.01.2021 no lugar de Ademir Enfermeiro                 |

## Legislatura de 2017–2020

Pedro Gil, vereador desta legislatura que assumiu o cargo de prefeito.

Estes são os vereadores eleitos nas eleições de 2 de outubro de 2016, pelo período de 1° de janeiro de 2017 a 31 de dezembro de 2020:
| Mesa Diretora (2019-2020)          |                       |                        |                           |
| Nome                               | Início do mandato     | Fim do mandato         | Cargo                     |
| José Leonardo V. de Andrade (PMDB) | 1º de janeiro de 2019 | 31 de dezembro de 2020 | Presidente da Câmara      |
| Pedro Gil Ferreira de Paula (PP)   | 1º de janeiro de 2019 | 31 de dezembro de 2020 | Vice-presidente da Câmara |
| Jaime da Silva Medeiros (PTB)      | 1º de janeiro de 2019 | 31 de dezembro de 2020 | 1º Secretário             |
| Carlos Eduardo P. Barbosa (PSDC)   | 1º de janeiro de 2019 | 31 de dezembro de 2020 | 2º Secretário             |

| Mesa Diretora (2017-2018)          |                       |                        |                           |
| Nome                               | Início do mandato     | Fim do mandato         | Cargo                     |
| Pedro Gil Ferreira de Paula (PP)   | 1º de janeiro de 2017 | 31 de dezembro de 2018 | Presidente da Câmara      |
| José Leonardo V. de Andrade (PMDB) | 1º de janeiro de 2017 | 31 de dezembro de 2018 | Vice-presidente da Câmara |
| Jaime da Silva Medeiros (PTB)      | 1º de janeiro de 2017 | 31 de dezembro de 2018 | 1º Secretário             |
| Luciano dos Santos Cândido (PRB)   | 1º de janeiro de 2017 | 31 de dezembro de 2018 | 2º Secretário             |

|    | Nome                                                                        | Partido                                            | Votos | %    | Observações |
| -- | --------------------------------------------------------------------------- | -------------------------------------------------- | ----- | ---- | ----------- |
| 1  | Carlos Eduardo Pimentel Barbosa, Dudu do Resgate (Teresópolis, 26.10.1977–) | Partido Social Democrata Cristão (PSDC)            | 2.464 | 2,92 | 1º mandato  |
| 2  | Pedro Gil Ferreira de Paula (2017-2018) (Teresópolis, 09.03.1961–)          | Partido Progressista (PP)                          | 1.947 | 2,31 | 1º mandato  |
| 3  | Drª. Cláudia Lauand (Teresópolis, 16.07.1969–)                              | Partido Progressista (PP)                          | 1.907 | 2,26 | 5º mandato  |
| 4  | José Leonardo Vasconcellos de Andrade (Teresópolis, 06.10.1983–)            | Partido do Movimento Democrático Brasileiro (PMDB) | 1.763 | 2,09 | 1º mandato  |
| 5  | Wanderlei Cunha de Lima, Leleco (Teresópolis, 05.11.1967–)                  | Partido Trabalhista Nacional (PTN)                 | 1.634 | 1,93 | 1º mandato  |
| 6  | Maurício Lopes dos Santos (Teresópolis, 09.12.1973–)                        | Partido Humanista da Solidariedade (PHS)           | 1.549 | 1,83 | 2º mandato  |
| 7  | Eudibelto José Reis, Dedé (Cachoeiras de Macacu, 07.09.1966–)               | Partido do Movimento Democrático Brasileiro (PMDB) | 1.470 | 1,74 | 2º mandato  |
| 8  | Milton Cezar Ramos Rodrigues, Daponte (Teresópolis, 05.05.1980–)            | Partido da Social Democracia Brasileira (PSDB)     | 1.442 | 1,71 | 2º mandato  |
| 9  | Ronny Santos Carreiro (Teresópolis, 06.04.1974–)                            | Partido Humanista da Solidariedade (PHS)           | 1.330 | 1,57 | 1º mandato  |
| 10 | Tenente Jaime da Silva Medeiros (Teresópolis, 06.09.1958–)                  | Partido Trabalhista Brasileiro (PTB)               | 1.288 | 1,52 | 1º mandato  |
| 11 | Luciano dos Santos Cândido, Pastor (Rio de Janeiro, 21.08.1973–)            | Partido Republicano Brasileiro (PRB)               | 1.160 | 1,37 | 1º mandato  |
| 12 | Rocsilvan Rezende da Rocha, Rock (Teresópolis, 31.01.1970–)                 | Partido da Social Democracia Brasileira (PSDB)     | 1.140 | 1,35 | 1º mandato  |

## Legislatura de 2013–2016
Estes são os vereadores eleitos nas eleições de 7 de outubro de 2012, pelo período de 1° de janeiro de 2013 a 31 de dezembro de 2016:
|    | Nome                                                                        | Partido                                            | Votos | %    | Observações |
| -- | --------------------------------------------------------------------------- | -------------------------------------------------- | ----- | ---- | ----------- |
| 1  | Ângelo Francisco Gallo, Anjinho (Teresópolis, 25.10.1962–)                  | Partido Social Democrático (PSD)                   | 1.719 | 2,05 | 5º mandato  |
| 2  | Dr. Antônio Francisco Ribeiro Gomes (Campos dos Goytacazes, 30.05.1950–)    | Partido Progressista (PP)                          | 1.659 | 1,98 | 3º mandato  |
| 3  | Fábio Branco da Cruz, Fabinho Filé (Teresópolis, 23.10.1977–)               | Partido do Movimento Democrático Brasileiro (PMDB) | 1.615 | 1,93 | 1º mandato  |
| 4  | Carlos César Gomes, Dr. Carlão (Rio de Janeiro, 20.09.1951–)                | Partido do Movimento Democrático Brasileiro (PMDB) | 1.576 | 1,88 | 5º mandato  |
| 5  | José Carlos Fita Nogueira, José Carlos da Estufa (Teresópolis, 09.12.1957–) | Partido Social Democrata Cristão (PSDC)            | 1.495 | 1,78 | 1º mandato  |
| 6  | Dr. Habib Someson Tauk (Campos dos Goytacazes, 04.10.1946–)                 | Partido da Mobilização Nacional (PMN)              | 1.481 | 1,77 | 3º mandato  |
| 7  | Sérgio Pimentel, Serginho Pimentel (Teresópolis, 12.07.1960–)               | Partido Republicano Progressista (PRP)             | 1.398 | 1,67 | 1º mandato  |
| 8  | Maurício Lopes dos Santos (2013-2016) (Teresópolis, 09.12.1973–)            | Partido Social Liberal (PSL)                       | 1.373 | 1,64 | 1º mandato  |
| 9  | Cláudio de Souza Mello (Teresópolis, 15.08.1968–)                           | Partido dos Trabalhadores (PT)                     | 1.366 | 1,63 | 2º mandato  |
| 10 | Milton Cezar Ramos Rodrigues, Da Ponte (Teresópolis, 05.05.1980–)           | Partido da Social Democracia Brasileira (PSDB)     | 1.248 | 1,49 | 1º mandato  |
| 11 | Luciano da Cunha Ferreira, de Vargem Grande (Teresópolis, 11.01.1975–)      | Partido Social Liberal (PSL)                       | 1.193 | 1,42 | 1º mandato  |
| 12 | Eudibelto José Reis, Dêdê (Cachoeiras de Macacu, 07.09.1966–)               | Partido Trabalhista Nacional (PTN)                 | 1.193 | 1,42 | 1º mandato  |

## Legislatura de 2009–2012
Estes são os vereadores eleitos nas eleições de 5 de outubro de 2008, pelo período de 1° de janeiro de 2009 a 31 de dezembro de 2012:
|    | Nome                                                                           | Partido                                            | Votos | %    | Observações |
| -- | ------------------------------------------------------------------------------ | -------------------------------------------------- | ----- | ---- | ----------- |
| 1  | Geraldo Ademir dos Santos, Ademir Enfermeiro (Bicas, 26.06.1951–)              | Partido dos Trabalhadores (PT)                     | 2.538 | 2,75 | 1º mandato  |
| 2  | Arlei de Oliveira Rosa (01 a 08.2011) (Teresópolis, 30.04.1976–)               | Partido do Movimento Democrático Brasileiro (PMDB) | 2.218 | 2,40 | 1º mandato  |
| 3  | Ângelo Francisco Gallo, Anjinho (Teresópolis, 25.10.1962–)                     | Partido Progressista (PP)                          | 2.135 | 2,31 | 4º mandato  |
| 4  | Carlos Alberto da Silva Teixeira (Teresópolis, 03.01.1964–)                    | Partido Trabalhista Brasileiro (PTB)               | 1.852 | 2,00 | 1º mandato  |
| 5  | Carlos César Gomes, Dr. Carlão (Rio de Janeiro, 20.09.1951–)                   | Partido do Movimento Democrático Brasileiro (PMDB) | 1.851 | 2,00 | 4º mandato  |
| 6  | Cleyton Silva Valentim (08.2011-) (Teresópolis, 28.04.1976–)                   | Partido dos Trabalhadores (PT)                     | 1.804 | 1,95 | 1º mandato  |
| 7  | Anderson da Conceição Silva, Major Anderson (Rio de Janeiro, 09.06.1970–)      | Partido Republicano Brasileiro (PRB)               | 1.763 | 1,91 | 1º mandato  |
| —  | Cláudia Lauand Zeghir, Drª. Cláudia (Teresópolis, 16.07.1969–)                 | Partido do Movimento Democrático Brasileiro (PMDB) | 1.743 | 1,89 | 4º mandato  |
| 8  | Paulo Cesar Canto de Carvalho, Paulinho Carvalho (Rio de Janeiro, 17.07.1964–) | Partido Trabalhista Brasileiro (PTB)               | 1.737 | 1,88 | 1º mandato  |
| 9  | Cláudio de Souza Mello (Teresópolis, 15.08.1968–)                              | Partido dos Trabalhadores (PT)                     | 1.505 | 1,63 | 1º mandato  |
| 10 | Wagner de Oliveira Fernandes, Waguinho (Barra do Piraí, 22.11.1969–)           | Partido Social Cristão (PSC)                       | 1.332 | 1,44 | 1º mandato  |
| 11 | Marcelo Ramos da Costa, Marcelo Oliveira (Teresópolis, 01.08.1975–)            | Partido da Mobilização Nacional (PMN)              | 1.236 | 1,34 | 1º mandato  |
| 12 | Habib Someson Tauk, Dr. Habib (2009-2010) (Campos dos Goytacazes, 04.10.1946–) | Partido Progressista (PP)                          | 1.229 | 1,33 | 2º mandato  |

## Legislatura de 2005–2008
Estes são os vereadores eleitos nas eleições de 3 de outubro de 2004, pelo período de 1° de janeiro de 2005 a 31 de dezembro de 2008:
|    | Nome                                                                     | Partido                                            | Votos | %    | Observações |
| -- | ------------------------------------------------------------------------ | -------------------------------------------------- | ----- | ---- | ----------- |
| 1  | José Carlos Faria (2007-2008) (Teresópolis, 16.09.1959–)                 | Partido Democrático Trabalhista (PDT)              | 4.592 | 5,12 | 5º mandato  |
| 2  | Ângelo Francisco Gallo, Anjinho (Teresópolis, 25.10.1962–)               | Partido Progressista (PP)                          | 2.594 | 2,89 | 3º mandato  |
| 3  | Luiz Fernando de Souza Filho (Rio de Janeiro, 22.12.1957–)               | Partido Democrático Trabalhista (PDT)              | 2.135 | 2,38 | 2º mandato  |
| 4  | Lúcia Elena da Silva Rodrigues, Tia Lu (Teresópolis, 10.12.1975–)        | Partido do Movimento Democrático Brasileiro (PMDB) | 1.872 | 2,09 | 1º mandato  |
| 5  | Cláudia Lauand Zeghir, Drª. Cláudia (Teresópolis, 16.07.1969–)           | Partido Democrático Trabalhista (PDT)              | 1.717 | 1,92 | 3º mandato  |
| 6  | Carlos César Gomes, Dr. Carlão (2005-2006) (Rio de Janeiro, 20.09.1951–) | Partido Liberal (PL)                               | 1.714 | 1,91 | 3º mandato  |
| 7  | Raimundo Martins Amorim, Dr. Amorim (Nova Russas, 06.07.1947–)           | Partido do Movimento Democrático Brasileiro (PMDB) | 1.687 | 1,88 | 4º mandato  |
| 8  | Margareth Rosi Ramos Mendes da Cunha (Teresópolis, 21.03.1956–)          | Partido Popular Socialista (PPS)                   | 1.668 | 1,86 | 3º mandato  |
| 9  | Odenir Cardoso Moreira, Quincas (Teresópolis, 11.07.1964–)               | Partido Democrático Trabalhista (PDT)              | 1.645 | 1,84 | 4º mandato  |
| 10 | Paulo Maturano (Teresópolis, 16.06.1956–)                                | Partido Progressista (PP)                          | 1.426 | 1,59 | 3º mandato  |
| 11 | Valmir Maturana de Oliveira (Teresópolis, 25.10.1963–)                   | Partido Liberal (PL)                               | 1.345 | 1,50 | 1º mandato  |
| 12 | Dr. Antonio Francisco Ribeiro Gomes (Campos dos Goytacazes, 30.05.1950–) | Partido da Frente Liberal (PFL)                    | 1.262 | 1,41 | 2º mandato  |

## Legislatura de 2001–2004
Estes são os vereadores eleitos nas eleições de 1º de outubro de 2000, pelo período de 1° de janeiro de 2001 a 31 de dezembro de 2004:
|    | Nome                                                                              | Partido                                            | Votos | %    | Observações |
| -- | --------------------------------------------------------------------------------- | -------------------------------------------------- | ----- | ---- | ----------- |
| 1  | José Carlos Faria (2001-2002) (Teresópolis, 16.09.1959–)                          | Partido do Movimento Democrático Brasileiro (PMDB) | 2.046 | 2,44 | 4º mandato  |
| 2  | Habib Someson Tauk, Dr. Habib (Campos dos Goytacazes, 04.10.1946–)                | Partido Social Trabalhista (PST)                   | 1.810 | 2,16 | 1º mandato  |
| 3  | Ubiratan da Silva Ribeiro de Souza, Bira PT (Teresópolis, 20.05.1957–)            | Partido dos Trabalhadores (PT)                     | 1.727 | 2,06 | 2º mandato  |
| 4  | Geraldo Araújo Filho, Dr. Geraldo (Teresópolis, 04.07.1946–)                      | Partido Social Democrático (PSD)                   | 1.592 | 1,90 | 1º mandato  |
| 5  | Cláudia Lauand Zeguir (Teresópolis, 16.07.1969–)                                  | Partido Socialista Brasileiro (PSB)                | 1.556 | 1,86 | 2º mandato  |
| 6  | Odenir Cardoso Moreira, Quincas (Teresópolis, 11.07.1964–)                        | Partido do Movimento Democrático Brasileiro (PMDB) | 1.527 | 1,82 | 3º mandato  |
| 7  | Ângelo Francisco Gallo, Anjinho (Teresópolis, 25.10.1962–)                        | Partido Social Democrático (PSD)                   | 1.420 | 1,70 | 2º mandato  |
| 8  | Luiz Fernando de Souza Filho (2003-2004) (Rio de Janeiro, 22.12.1957–)            | Partido do Movimento Democrático Brasileiro (PMDB) | 1.365 | 1,63 | 1º mandato  |
| 9  | Dr. Wanderly José de Melo Torres Braga (Teresópolis, 10.07.1938–)                 | Partido da Social Democracia Brasileira (PSDB)     | 1.364 | 1,63 | 3º mandato  |
| 10 | Carlos Antônio Carreiro de Carvalho, Carlinhos da Serra (Petrópolis, 05.02.1958–) | Partido Liberal (PL)                               | 1.352 | 1,61 | 1º mandato  |
| 11 | Paulo Maturano (Teresópolis, 16.06.1956–)                                         | Partido Progressista Brasileiro (PPB)              | 1.318 | 1,57 | 2º mandato  |
| 12 | Adalberto Menezes, Dr. Adalberto (Teresópolis, 30.11.1953–)                       | Partido Social Democrático (PSD)                   | 1.318 | 1,57 | 2º mandato  |
| 13 | Carlos Cesar Gomes, Dr. Carlão (Rio de Janeiro, 20.09.1951–)                      | Partido Trabalhista Brasileiro (PTB)               | 1.298 | 1,55 | 2º mandato  |
| 14 | Margareth Rosi Ramos Mendes da Cunha (Teresópolis, 21.03.1956–)                   | Partido da Social Democracia Brasileira (PSDB)     | 1.123 | 1,34 | 2º mandato  |
| 15 | Paulo Sérgio Moret (Petrópolis, 20.04.1946–)                                      | Partido Liberal (PL)                               | 1.105 | 1,32 | 2º mandato  |
| 16 | Raimundo Martins Amorim (Nova Russas, 06.07.1947–)                                | Partido Progressista Brasileiro (PPB)              | 1.047 | 1,25 | 3º mandato  |
| 17 | Genecy de Souza Rocha (Teresópolis, 25.10.1952–)                                  | Partido Socialista Brasileiro (PSB)                | 985   | 1,18 | 1º mandato  |
| 18 | Jorge Luís Soares de Sá (Teresópolis, 22.03.1953–)                                | Partido Social Cristão (PSC)                       | 855   | 1,02 | 1º mandato  |
| 19 | Dr. Antonio Francisco Ribeiro Gomes (Campos dos Goytacazes, 30.05.1950–)          | Partido Trabalhista Brasileiro (PTB)               | 836   | 1,00 | 1º mandato  |
| 20 | Adilson Jorge de Lima (Duque de Caxias, 24.03.1964–)                              | Partido do Movimento Democrático Brasileiro (PMDB) | 602   | 0,72 | 1º mandato  |
| 21 | Walace Alves Cabral (Teresópolis, 23.11.1974–)                                    | Partido Democrático Trabalhista (PDT)              | 457   | 0,55 | 1º mandato  |

## Legislatura de 1997–2000
Estes são os vereadores eleitos nas eleições de 3 de outubro de 1996, pelo período de 1° de janeiro de 1997 a 31 de dezembro de 2000:
|    | Nome                                                            | Partido                                            | Votos | %    | Observações |
| -- | --------------------------------------------------------------- | -------------------------------------------------- | ----- | ---- | ----------- |
| 1  | Gerson Ribeiro dos Santos Júnior (Teresópolis, 25.12.1951–)     | Partido do Movimento Democrático Brasileiro (PMDB) | 3.005 | 4,26 | 2º mandato  |
| 2  | Odenir Cardoso Moreira (Teresópolis, 11.07.1964–)               | Partido Liberal (PL)                               | 2.484 | 3,52 | 2º mandato  |
| 3  | Wanderly José de Melo Torres Braga (Teresópolis, 10.07.1938–)   | Partido do Movimento Democrático Brasileiro (PMDB) | 1.553 | 2,20 | 2º mandato  |
| 4  | Ângelo Francisco Gallo (Teresópolis, 25.10.1962–)               | Partido da Frente Liberal (PFL)                    | 1.319 | 1,87 | 1º mandato  |
| 5  | Sérgio de Almeida da Cruz (Sumidouro, 17.10.1950–)              | Partido Liberal (PL)                               | 1.231 | 1,74 | 1º mandato  |
| 6  | Maria Madalena da Ponte Rucker (Teresópolis, 29.03.1943–)       | Partido Liberal (PL)                               | 1.113 | 1,58 | 1º mandato  |
| 7  | José Carlos Faria (1999-2000) (Teresópolis, 16.09.1959–)        | Partido do Movimento Democrático Brasileiro (PMDB) | 1.055 | 1,49 | 3º mandato  |
| 8  | Paulo Maturano (Teresópolis, 16.06.1956–)                       | Partido da Social Democracia Brasileira (PSDB)     | 1.004 | 1,42 | 1º mandato  |
| 9  | Geraldo José Dias de Faria (Teresópolis, 06.03.1962–)           | Partido Trabalhista do Brasil (PT do B)            | 998   | 1,41 | 1º mandato  |
| 10 | Raimundo Martins Amorim (Nova Russas, 06.07.1947–)              | Partido da Frente Liberal (PFL)                    | 988   | 1,40 | 2º mandato  |
| 11 | Carlos Cesar Gomes (Rio de Janeiro, 20.09.1951–)                | Partido Trabalhista Brasileiro (PTB)               | 981   | 1,39 | 1º mandato  |
| 12 | Adamir Gomes Vieira (Araruama, 02.12.1941–)                     | Partido Trabalhista do Brasil (PT do B)            | 976   | 1,38 | 2º mandato  |
| 13 | Adalberto Menezes (Teresópolis, 30.11.1953–)                    | Partido da Frente Liberal (PFL)                    | 975   | 1,38 | 1º mandato  |
| 14 | Luiz Gallo Ferreira (1997-1998) (Teresópolis, 11.05.1950–)      | Partido Social Democrático (PSD)                   | 953   | 1,35 | 1º mandato  |
| 15 | João Batista da Silva (Teresópolis, 24.06.1934–)                | Partido Trabalhista Brasileiro (PTB)               | 878   | 1,24 | 5º mandato  |
| 16 | Emmanuel Teixeira (Rio de Janeiro, 11.01.1939–)                 | Partido Social Democrático (PSD)                   | 867   | 1,23 | 2º mandato  |
| 17 | Walter Mendes (Teresópolis, 12.05.1947–)                        | Partido da Social Democracia Brasileira (PSDB)     | 859   | 1,22 | 3º mandato  |
| 18 | Paulo de Souza Rocha (Teresópolis, 10.01.1948–)                 | Partido da Social Democracia Brasileira (PSDB)     | 806   | 1,14 | 1º mandato  |
| 19 | Margareth Rosi Ramos Mendes da Cunha (Teresópolis, 21.03.1956–) | Partido da Frente Liberal (PFL)                    | 692   | 0,98 | 1º mandato  |
| 20 | Paulo Cesar Cavalcante Maia (Rio de Janeiro, 05.04.1954–)       | Partido Socialista Brasileiro (PSB)                | 568   | 0,80 | 1º mandato  |
| 21 | Cláudia Lauand Zeguir (Teresópolis, 16.07.1969–)                | Partido Socialista Brasileiro (PSB)                | 533   | 0,75 | 1º mandato  |

## Legislatura de 1993–1996
Estes são os vereadores eleitos nas eleições de 3 de outubro de 1992, pelo período de 1° de janeiro de 1993 a 31 de dezembro de 1996:
|    | Nome                                                                    | Partido                                            | Votos | Observações |
| -- | ----------------------------------------------------------------------- | -------------------------------------------------- | ----- | ----------- |
| 1  | Luiz Antônio Dantas Ribeiro (Teresópolis, 16.04.1954–)                  | Partido do Movimento Democrático Brasileiro (PMDB) | 1.738 | 2º mandato  |
| 2  | José Carlos Faria (1993-1994) (Teresópolis, 16.09.1959–)                | Partido do Movimento Democrático Brasileiro (PMDB) | 1.001 | 2º mandato  |
| 3  | Wanderly José de Melo Torres Braga (Teresópolis, 10.07.1938–)           | Partido Trabalhista Brasileiro (PTB)               | 962   | 2º mandato  |
| 4  | Nelson Edy Cortazio Corrêa (Teresópolis, 09.02.1941–idem, 25.07.2017)   | Partido Social Democrático (PSD)                   | 921   | 2º mandato  |
| 5  | Odenir Cardoso Moreira (Teresópolis, 11.07.1964–)                       | Partido Democrático Trabalhista (PDT)              | 849   | 1º mandato  |
| 6  | Gerson Ribeiro dos Santos Júnior (1995-1996) (Teresópolis, 25.12.1951–) | Partido Social Democrático (PSD)                   | 755   | 1º mandato  |
| 7  | Nicanor Ribeiro da Rocha                                                | Partido do Movimento Democrático Brasileiro (PMDB) | 744   | 4º mandato  |
| 8  | Jorge Nascimento Ferradeira (Teresópolis, 27.03.1951–)                  | Partido Democrático Trabalhista (PDT)              | 673   | 2º mandato  |
| 9  | Sérgio da Serra Martins Oest                                            | Partido do Movimento Democrático Brasileiro (PMDB) | 666   | 2º mandato  |
| 10 | Raimundo Martins Amorim (Nova Russas, 06.07.1947–)                      | Partido Democrático Social (PDS)                   | 636   | 1º mandato  |
| 11 | Walter Mendes (Teresópolis, 12.05.1947–)                                | Partido Democrático Trabalhista (PDT)              | 633   | 2º mandato  |
| 12 | João Batista da Silva (Teresópolis, 24.06.1934–)                        | Partido Democrático Trabalhista (PDT)              | 621   | 4º mandato  |
| 13 | Miguel Archanjo Valentim                                                | Partido Democrático Trabalhista (PDT)              | 553   | 1º mandato  |
| 14 | Walter Barbosa Moreira Sobrinho                                         | Partido Social Democrático (PSD)                   | 551   | 2º mandato  |
| 15 | José Fernando Soares de Sá (Teresópolis, 09.11.1949–)                   | Partido Social Democrático (PSD)                   | 548   | 1º mandato  |
| 16 | José Adriano Ferreira da Silva                                          | Partido Democrático Social (PDS)                   | 466   | 1º mandato  |
| 17 | Adão Garcia Dállia (Teresópolis, 28.08.1939–)                           | Partido da Social Democracia Brasileira (PSDB)     | 406   | 4º mandato  |
| 18 | Paulo Sérgio Moret (Petrópolis, 20.04.1946–)                            | Partido da Social Democracia Brasileira (PSDB)     | 391   | 1º mandato  |
| 19 | Ubiratan da Silva Ribeiro de Souza (Teresópolis, 20.05.1957–)           | Partido dos Trabalhadores (PT)                     | 363   | 1º mandato  |

## Legislatura de 1989–1992
Estes são os vereadores eleitos nas eleições de 15 de novembro de 1988, pelo período de 1° de janeiro de 1989 a 31 de dezembro de 1993:
|    | Nome                                                                  | Partido                                            | Votos | Observações |
| -- | --------------------------------------------------------------------- | -------------------------------------------------- | ----- | ----------- |
| 1  | Luiz Antônio Dantas Ribeiro (Teresópolis, 16.04.1954–)                | Partido da Frente Liberal (PFL)                    | 1.342 | 1º mandato  |
| 2  | Wanderly José de Melo Torres Braga (Teresópolis, 10.07.1938–)         | Partido da Frente Liberal (PFL)                    | 1.118 | 1º mandato  |
| 3  | Jorge Nascimento Ferradeira (Teresópolis, 27.03.1951–)                | Partido do Movimento Democrático Brasileiro (PMDB) | 968   | 1º mandato  |
| 4  | Nelson Edy Cortázio Corrêa (Teresópolis, 09.02.1941–idem, 25.07.2017) | Partido da Frente Liberal (PFL)                    | 686   | 2º mandato  |
| 5  | Hélio da Silva Delgado (Teresópolis, 20.06.1947–)                     | Partido Socialista Brasileiro (PSB)                | 660   | 1º mandato  |
| 6  | Emmanuel Teixeira (1989-1990) (Rio de Janeiro, 11.01.1939–)           | Partido Socialista Brasileiro (PSB)                | 659   | 1º mandato  |
| 7  | José Carlos Faria (Teresópolis, 16.09.1959–)                          | Partido do Movimento Democrático Brasileiro (PMDB) | 597   | 1º mandato  |
| 8  | Nicanor Ribeiro da Rocha (1991-1992)                                  | Partido do Movimento Democrático Brasileiro (PMDB) | 594   | 3º mandato  |
| 9  | Walter Barbosa Moreira Sobrinho                                       | Partido do Movimento Democrático Brasileiro (PMDB) | 592   | 1º mandato  |
| 10 | Luiz de Oliveira Ribeiro                                              | Partido Democrata Cristão (PDC)                    | 580   | 1º mandato  |
| 11 | Edmilson Oliveira de Lira                                             | Partido Democrata Cristão (PDC)                    | 560   | 1º mandato  |
| 12 | Giovani Serpa (Teresópolis, 24.01.1952–)                              | Partido da Frente Liberal (PFL)                    | 541   | 1º mandato  |
| 13 | João Batista da Silva (Teresópolis, 24.06.1934–)                      | Partido Trabalhista Brasileiro (PTB)               | 524   | 3º mandato  |
| 14 | Adão Garcia Dállia (Teresópolis, 28.08.1939–)                         | Partido Trabalhista Brasileiro (PTB)               | 489   | 3º mandato  |
| 15 | Hilton da Silva                                                       | Partido Trabalhista Brasileiro (PTB)               | 419   | 1º mandato  |
| 16 | Walter Mendes (Teresópolis, 12.05.1947–)                              | Partido dos Trabalhadores (PT)                     | 402   | 1º mandato  |
| 17 | Paulo Sérgio da Silva (Teresópolis, 10.06.1960–)                      | Partido Democrático Trabalhista (PDT)              | 276   | 1º mandato  |

## Legislatura de 1983–1988
Estes são os vereadores eleitos nas eleições de 15 de novembro de 1982:
|    | Nome                                                                       | Partido                                            | Votos | Observações |
| -- | -------------------------------------------------------------------------- | -------------------------------------------------- | ----- | ----------- |
| 1  | Nicanor Ribeiro da Rocha                                                   | Partido do Movimento Democrático Brasileiro (PMDB) | 1.270 | 2º mandato  |
| 2  | Manoel Machado de Freitas (1983-1984) (Teresópolis, 23.03.1922–25.06.2013) | Partido do Movimento Democrático Brasileiro (PMDB) | 1.054 | 2º mandato  |
| 3  | Sérgio da Serra Martins Oest (1985-1986)                                   | Partido do Movimento Democrático Brasileiro (PMDB) | 948   | 1º mandato  |
| 4  | Leomir Pereira Ramos (Teresópolis, 10.05.1937–)                            | Partido do Movimento Democrático Brasileiro (PMDB) | 892   | 2º mandato  |
| 5  | João Batista da Silva (Teresópolis, 24.06.1934–)                           | Partido do Movimento Democrático Brasileiro (PMDB) | 882   | 2º mandato  |
| 6  | Adhemar de Souza Maia                                                      | Partido do Movimento Democrático Brasileiro (PMDB) | 876   | 1º mandato  |
| 7  | Adão Garcia Dállia (1987-1988) (Teresópolis, 28.08.1939–)                  | Partido do Movimento Democrático Brasileiro (PMDB) | 796   | 2º mandato  |
| 8  | Adamir Gomes Vieira (Araruama, 02.12.1941–)                                | Partido Trabalhista Brasileiro (PTB)               | 782   | 1º mandato  |
| 9  | Oswaldo Victor Dias                                                        | Partido do Movimento Democrático Brasileiro (PMDB) | 777   | 1º mandato  |
| 10 | Acyr Claussen Bandeira                                                     | Partido do Movimento Democrático Brasileiro (PMDB) | 722   | 2º mandato  |
| 11 | Izequiel Martins Amaral (Sapucaia, 21.11.1958–)                            | Partido Democrático Social (PDS)                   | 648   | 3º mandato  |
| 12 | Nelson Edy Cortázio Corrêa (Teresópolis, 09.02.1941–idem, 25.07.2017)      | Partido Democrático Social (PDS)                   | 648   | 1º mandato  |
| 13 | José Geraldo Santana                                                       | Partido Trabalhista Brasileiro (PTB)               | 505   | 1º mandato  |
| 14 | Alcyr Corrêa da Silva                                                      | Partido Trabalhista Brasileiro (PTB)               | 494   | 3º mandato  |
| 15 | Wanderley José Torres Braga                                                | Partido Democrático Social (PDS)                   | 493   | 1º mandato  |
| 16 | Samuel Dias da Rosa                                                        | Partido Trabalhista Brasileiro (PTB)               | 422   | 1º mandato  |
| 17 | Walter Serafim Cordeiro (Teresópolis, 03.03.1949–)                         | Partido Trabalhista Brasileiro (PTB)               | 412   | 1º mandato  |

## Legislatura de 1977–1982
Estes são os vereadores eleitos nas eleições de 15 de novembro de 1976:
|    | Nome                                                              | Partido                                | Votos | Observações |
| -- | ----------------------------------------------------------------- | -------------------------------------- | ----- | ----------- |
| 1  | Alcir Corrêa da Silva                                             | Movimento Democrático Brasileiro (MDB) | 861   | 2º mandato  |
| 2  | Izequiel Martins do Amaral (Sapucaia, 21.11.1958–)                | Aliança Renovadora Nacional (ARENA)    | 829   | 2º mandato  |
| 3  | João Batista da Silva (Teresópolis, 24.06.1934–)                  | Movimento Democrático Brasileiro (MDB) | 710   | 1º mandato  |
| 4  | Juel Teixeira                                                     | Aliança Renovadora Nacional (ARENA)    | 708   | 1º mandato  |
| 5  | Mário de Souza Ferreira                                           | Movimento Democrático Brasileiro (MDB) | 693   | 1º mandato  |
| 6  | Celso de Almeida Guimarães                                        | Movimento Democrático Brasileiro (MDB) | 667   | 2º mandato  |
| 7  | Adão Garcia Dállia (Teresópolis, 28.08.1939–)                     | Aliança Renovadora Nacional (ARENA)    | 664   | 1º mandato  |
| 8  | Wenceslau José de Medeiros (??–1986)                              | Aliança Renovadora Nacional (ARENA)    | 661   | 2º mandato  |
| 9  | Carlos Roberto da Rosa (Teresópolis, 04.05.1948–)                 | Aliança Renovadora Nacional (ARENA)    | 614   | 1º mandato  |
| 10 | José Carlos Cunha (1977-1978)                                     | Aliança Renovadora Nacional (ARENA)    | 609   | 2º mandato  |
| 11 | Genecy Silveira de Souza                                          | Aliança Renovadora Nacional (ARENA)    | 589   | 1º mandato  |
| 12 | Gicélio Francisco da Silva (1979-1980) (Teresópolis, 27.07.1933–) | Aliança Renovadora Nacional (ARENA)    | 588   | 2º mandato  |
| 13 | Nicanor Ribeiro da Rocha (1981-1982)                              | Movimento Democrático Brasileiro (MDB) | 586   | 1º mandato  |
| 14 | Acyr Claussen Bandeira                                            | Aliança Renovadora Nacional (ARENA)    | 578   | 1º mandato  |
| 15 | Leomir Pereira Ramos (Teresópolis, 10.05.1937–)                   | Movimento Democrático Brasileiro (MDB) | 521   | 1º mandato  |

## Legislatura de 1973–1976
Estes são os vereadores eleitos nas eleições de 15 de novembro de 1972:
|    | Nome                                                                       | Partido                                | Votos | Observações |
| -- | -------------------------------------------------------------------------- | -------------------------------------- | ----- | ----------- |
| 1  | Altair José Gomes                                                          | Aliança Renovadora Nacional (ARENA)    | 1.081 | 1º mandato  |
| 2  | Luiz Barbosa Corrêa (1975-1976) (Teresópolis, 18.05.1930–)                 | Aliança Renovadora Nacional (ARENA)    | 1.067 | 1º mandato  |
| 3  | Manoel Machado de Freitas (1973-1974) (Teresópolis, 23.03.1922–25.06.2013) | Aliança Renovadora Nacional (ARENA)    | 966   | 1º mandato  |
| 4  | Moacyr da Costa Carvalho                                                   | Movimento Democrático Brasileiro (MDB) | 729   | 1º mandato  |
| 5  | Alcy Corrêa da Silva                                                       | Movimento Democrático Brasileiro (MDB) | 680   | 1º mandato  |
| 6  | Wenceslau José de Medeiros (??–1986)                                       | Aliança Renovadora Nacional (ARENA)    | 665   | 1º mandato  |
| 7  | Gicélio Francisco da Silva (Teresópolis, 27.07.1933–)                      | Aliança Renovadora Nacional (ARENA)    | 624   | 1º mandato  |
| 8  | Luiz Carregal (Teresópolis, 07.11.1939–04.08.2017)                         | Aliança Renovadora Nacional (ARENA)    | 612   | 1º mandato  |
| 9  | Celso de Almeida Guimarães                                                 | Movimento Democrático Brasileiro (MDB) | 607   | 1º mandato  |
| 10 | José Corrêa de Lima                                                        | Movimento Democrático Brasileiro (MDB) | 587   | 1º mandato  |
| 11 | José Carlos Cunha                                                          | Aliança Renovadora Nacional (ARENA)    | 586   | 1º mandato  |
| 12 | Alberto Maia Moreno Villalba                                               | Movimento Democrático Brasileiro (MDB) | 553   | 1º mandato  |
| 13 | Izequiel Martins do Amaral (Sapucaia, 21.11.1958–)                         | Aliança Renovadora Nacional (ARENA)    | 549   | 1º mandato  |
| 14 | José Carlos Soares de Souza (Teresópolis, 1946–13.04.2010)                 | Movimento Democrático Brasileiro (MDB) | 510   | 1º mandato  |
| 15 | Orozimbo Alexandre de Oliveira                                             | Movimento Democrático Brasileiro (MDB) | 469   | 1º mandato  |

## Legenda
| cor  | significado          |
| Bege | Presidente da Câmara |
| Azul | Suplente             |